# NGC 1189
NGC 1189 (również PGC 11503 lub HCG 22C) – galaktyka spiralna z poprzeczką (SBcd), znajdująca się w gwiazdozbiorze Erydanu. Odkrył ją Francis Leavenworth 2 grudnia 1885 roku. Wraz z galaktykami NGC 1190, NGC 1191, NGC 1192 i NGC 1199 należy do zwartej grupy galaktyk Hickson 22 (HCG 22).